# 外原俊
外原 俊（Sotohara Takashi）は油絵画家及デザイナーである。絵画は正確には幻想絵画というジャンルに属するテンペラ混合技法という古典絵画技法の一種を用いて油絵を描いている。

## 人物
鹿児島県に生まれる。幼少より中学卒業まで、父親の仕事の関係で、ほぼ1年ごとに日本国内の学校を転々とする。福岡の高校を卒業後に単身、東京へと上京、デザイン関係他様々な職業を経験しながら絵画技術をヴィーナマルシューレにて学び作品を発表をする。

## 年譜(絵画学校）
- 1987年 - 新宿美術研究所（麻生三郎師事）
- 1988年 - ヴィーナマルシューレ（イヌボウ・マリレ 師事）

## 年譜(グループ展示歴）
- 1989年 - 銀座玉屋アートギャラリー（銀座、東京）
- 1990年 - Gallery Loland Hof（Bon、Germany）
- 2007年 - ギャラリー道玄坂（渋谷、東京）
- 2008年 - 同時代ギャラリー（京都）
- 2008年 - 世田谷美術館（東京）